# Hyperbola-3
Hyperbola-3 (dénomination anglophone signifiant « Hyperbole », en chinois : 双曲线二号 : Shian Quxian 3, SQX-3) est un lanceur spatial de moyenne puissance (13,4 tonnes en orbite basse) partiellement réutilisable développé par la société chinoise iSpace. Le premier vol est planifié fin 2025.

## Historique
iSpace est la première société commerciale chinoise à avoir placé en orbite une charge utile avec un lanceur de sa fabrication (Hyperbola-1 en 2019). Après avoir commencé à développer un lanceur légèrement plus puissant (Hyperbola-2) elle officialise en juillet 2023 l'abandon de ce projet au profit d'un lanceur moyen partiellement réutilisable Hyperbola-3 capable de placer une dizaine de tonnes en orbite basse. Un prototype de premier étage réutilisable (hauteur 17 mètres, diamètre 3,35 mètres) propulsé par un moteur-fusée Focus-1 est testé pour le première fois le 2 novembre 2023 (vol Hyperbola-2Y). Au cours de cet essai l'étage atteint une hauteur de 178 mètres avant de se poser en douceur. Un deuxième essai a lieu le 10 décembre 2023 au cours duquel il atteint une hauteur d'environ 343 mètres et effectue un déplacement horizontal d'environ 50 mètres avant de revenir se poser en douceur à moins d'un mètre de son point de départ. i-Space a pour objectif d'effectuer un premier vol d'Hyperbola-3 dans une version non réutilisable pour 2025, puis une tentative d'atterrissage vertical et de récupération du premier étage en 2026. Le développement d'une version lourde comportant 3 premiers étages accolés et baptisée Hyperbola-3B est également prévue. La société prévoit d'effectuer 30 lancement par an vers 2030.

## Installations de lancement
La société iSpace construit un ensemble de lancement sur le site commercial de la base de lancement de Wenchang ainsi qu'une plateforme flottante de 10 000 tonnes qui permettra de récupérer le premier étage de la version réutilisable. 

## Caractéristiques techniques
Le lanceur spatial Hyperbola-3 a une hauteur de 69 mètres et comprend deux étages propulsés par des moteurs-fusées à ergols liquides. Ses moteurs brûlent un mélange de méthane liquide et d'oxygène liquide. Le premier étage d'un diamètre de 4,2 mètres est conçu pour être réutilisable : il se pose à la verticale sur un train d'atterrissage. La fusée peut placer 8,5 tonnes en orbite basse dans sa version  réutilisable et 13,4 tonnes  dans sa version non réutilisable.  